# Calamaria palawanensis
Espèce
Calamaria palawanensis  est une espèce de serpents de la famille des Colubridae.

## Répartition
Cette espèce est endémique de Palawan aux Philippines.

## Étymologie
Son nom d'espèce, composé de palawan et du suffixe latin -ensis, « qui vit dans, qui habite », lui a été donné en référence au lieu de sa découverte, Palawan.

## Publication originale
- Inger & Marx, 1965 : The systematics and evolution of the oriental colubrid snakes of the genus Calamaria. Fieldiana, Zoology, vol. 49, p. 1-304 (texte intégral).